# Polycentropus carlsoni
Polycentropus carlsoni là một loài Trichoptera trong họ Polycentropodidae. Chúng phân bố ở miền Tân bắc.